# Cas d'espionnage de Zhao Jianmin

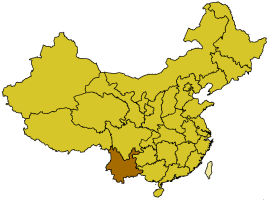
Yunnan

Le cas d'espionnage de Zhao Jianmin (chinois simplifié : 赵健民特务案 ; chinois traditionnel : 趙健民特務案) était un « cas d'espionnage » fabriqué dans la province du Yunnan pendant la révolution culturelle chinoise, avec plus de 1,387 million de personnes impliquées et persécutées, ce qui représentait 6 % de la population totale du Yunnan à l'époque,,,,. De 1968 à 1969, plus de 17 000 personnes sont mortes dans un massacre tandis que 61 000 personnes ont été estropiées à vie ; rien qu'à Kunming (capitale du Yunnan), 1 473 personnes ont été tuées et 9 661 personnes handicapées,,,,,.

## Histoire de la purge

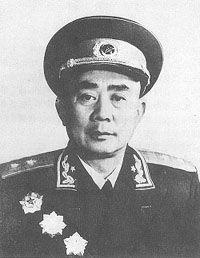
Tan Furen

En mars 1967, Zhao Jianmin (赵健民), alors secrétaire provincial du Parti communiste du Yunnan, a suggéré à Kang Sheng en personne que le Parti communiste chinois (PCC) devrait résoudre les problèmes de la Révolution culturelle de manière démocratique. Mais Kang Sheng n'a pas répondu immédiatement,. Cependant, Kang Sheng a ensuite fait un rapport secret sur Zhao à Mao Zedong, affirmant que Zhao était contre le Comité central du PCC, le président Mao et la révolution culturelle,,.
En août 1967, Mao Zedong et le Comité central du PCCh ont approuvé que les médias nationaux et locaux puissent critiquer publiquement les « zou zi pai (en) » parmi les plus hauts responsables provinciaux de Chine. Cinquante-cinq hauts fonctionnaires ont été critiqués, dont Zhao Jianmin,,.
En janvier 1968, Zhao Jianmin a été qualifié « d'espion du Kuomintang (KMT) » ainsi que de « traître » par Kang Sheng et ses alliés. Il était considéré comme l'un des « mandataires locaux » de Liu Shaoqi, le deuxième président de la Chine qui a été persécuté à mort en 1969 en tant que « traître » et « zou zi pai »,,. Zhao a ensuite été emprisonné pendant 8 ans,. Dans le même temps, une fouille et une purge à grande échelle des membres de « Agence d'espionnage KMT de Zhao Jianmin » fabriquée au Yunnan ont été effectuées, ce qui a entraîné l'arrestation et la persécution de plus de 1,38 million de civils et de fonctionnaires,,,..
Tan Furen (谭甫仁), lieutenant-général de l'Armée populaire de libération, a été nommé par Mao Zedong et le Comité central du PCC pour prendre en charge la purge,.

## Conséquences
Le 17 décembre 1970, Tan Furen et sa femme sont assassinés.
Après la révolution culturelle, Zhao Jianmin a été officiellement réhabilité pendant la période « Boluan Fanzheng » et est devenu par la suite vice-directeur du troisième ministère de la construction mécanique (第三机械工业部).